# بيير أوجستن كارون دي بومارشيه

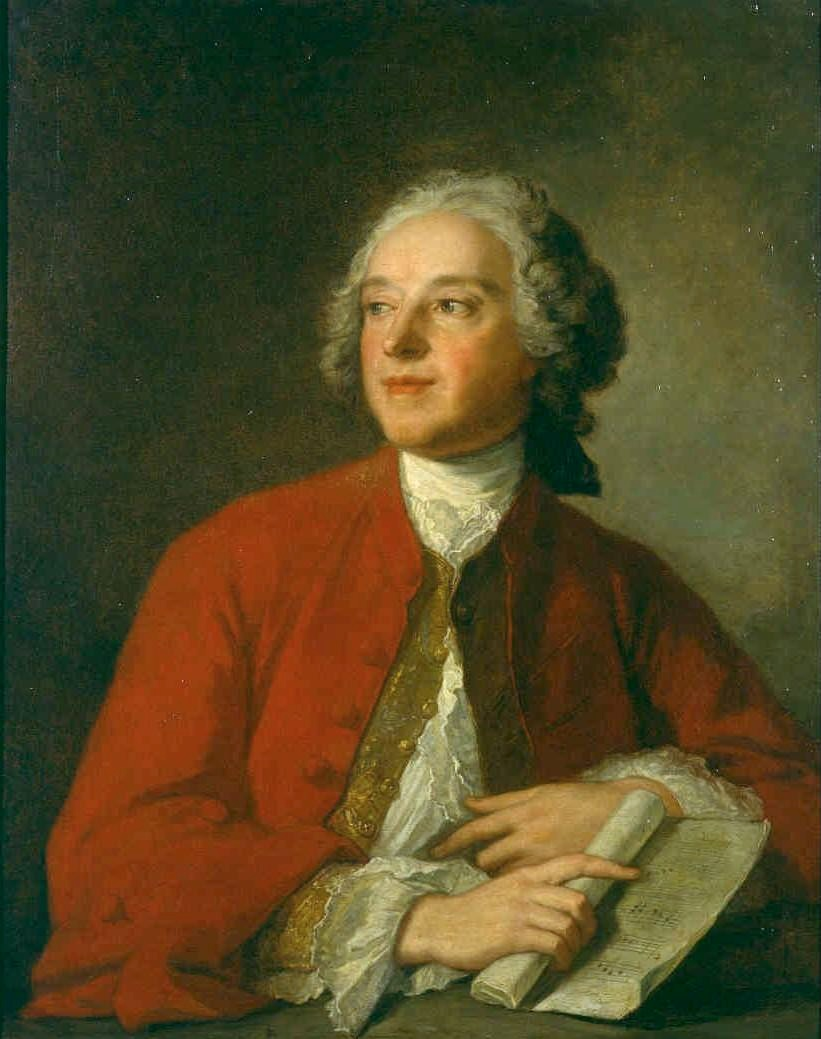
بيير أوجستن كارون دي بومارشيه

بيير أوغستن كارون دي بومارشيه (بالفرنسية: Pierre-Augustin Caron de Beaumarchais؛ 24 يناير 1732ــ 18 مايو 1799)، هو موسوعي فرنسي، عمل في فترات مختلفة من حياته كصانع ساعات، ومخترع، وكاتب مسرحي، وموسيقي، ودبلوماسي، وجاسوس، وناشر، وبستاني، وتاجر أسلحة، وناقد، وخبير مالي وثوري (فرنسي وأمريكي).
وُلد بومارشيه لصانع ساعات باريسي، ونشأ في المجتمع الفرنسي وأصبح مؤثرًا في بلاط لويس الخامس عشر بوصفه مخترعًا ومدرسًا موسيقيًا. أقام العديد من العلاقات التجارية والاجتماعية الهامة، واضطلع بأدوار مختلفة كدبلوماسي وجاسوس، وكسب ثروة كبيرة قبل سلسلة من المعارك القضائية المكلفة التي عرضت سمعته للخطر.
كان من أوائل الفرنسيين المؤيدين للاستقلال الأمريكي، وضغط على الحكومة الفرنسية نيابةً عن المتمردين الأمريكيين في أثناء حرب الاستقلال الأمريكية. أشرف بومارشيه على المساعدة السرية من الحكومتين الفرنسية والإسبانية لتزويد المتمردين بالأسلحة وتقديم المساعدة المالية لهم في السنوات التي سبقت دخول فرنسا الرسمي في الحرب عام 1778. كافح لاحقًا لاسترداد الأموال التي استثمرها شخصيًا في الخطة. شارك بومارشيه أيضًا في المراحل الأولى من الثورة الفرنسية عام 1789.  واشتهر غالبًا بفضل أعماله المسرحية، خاصةً مسرحيات فيغارو الثلاثة.                                            

## النشأة
وُلد بيير أوغستين كارون في شارع سان دوني بباريس في 24 يناير 1732. وكان الصبي الوحيد من بين ستة أطفال لأندريه تشارلز كارون، صانع الساعات من مو. كانت الأسرة من الهوغونوتيين، لكنها تحولت إلى الرومانية الكاثوليكية في أعقاب إلغاء مرسوم نانت وازدياد اضطهاد البروتستانت الذي أعقب ذلك. كانت الأسرة من الطبقة المتوسطة بيسر، وعاش بومارشيه طفولة هادئة وسعيدة. فقد دلله والديه وأخواته، لكونه الابن الوحيد. اهتم بالموسيقى وعزف على العديد من الآلات. رغم من أن بومارشيه ولد كاثوليكيًا، لكنه احتفظ بتعاطف مع البروتستانت دفعه طوال حياته إلى القيام بحملات من أجل حقوقهم المدنية. أصبحت شقيقته ماري جوزيف كارون فنانةً لاحقًا. وكانت الفنانة سوزان كارون ابنة عمهم.
تلقى بومارشيه منذ العاشرة من عمره بعض التعليم في «مدرسة ريفية»، حيث تعلم بعض اللاتينية. ترك المدرسة بعد ذلك بعامين في الثانية عشرة للعمل كمتدرب تحت إشراف والده وتعلُّم فن صناعة الساعات. يُرجح أنه استخدم تجاربه الخاصة خلال هذه السنوات كمصدر إلهام لشخصية شيروبين في زواج فيغارو. لقد أهمل عمله عمومًا، وطرده والده في إحدى المرات، ولم يسمح له بالعودة إلا بعد الاعتذار عن سلوكه السيئ.
في ذلك الوقت، لم تكن ساعات الجيب موثوقةً في ضبط الوقت وكانت تُرتدى كإكسسوارات للأزياء. لتغيير ذلك، أمضى بومارشيه قرابة السنة يبحث عن تحسينات. وفي يوليو 1753، في سن الحادية والعشرين، اخترع ميزانًا للساعات جعلها أكثر دقة وأكثر إحكامًا.
كان جان أندريه ليباوت، صانع الساعات الملكي في فرنسا، الذي يمكن العثور على ساعاته في قصر لوكسمبورغ، وقصر التويليري، والقصر الملكي وحديقة النباتات، أول المهتمين بهذا الاختراع الجديد. أصبح ليباوت مرشدًا لبومارشيه بعد اكتشاف موهبة الصبي في لقاء بالصدفة في متجر عائلة كارون. وشجعه أثناء عمله على الاختراع الجديد، وكسب ثقته، ولكنه سرعان ما سرق الفكرة لنفسه، وكتب خطابًا إلى الأكاديمية الفرنسية للعلوم يصف فيه «نظام ليباوت». غضب بومارشيه عندما قرأ في عدد سبتمبر من لو ميركيور دو فرانس أن السيد ليباوت قد اخترع للتو أروع آلية لساعة أكثر قابلية للحمل. وكتب خطابًا شديد اللهجة إلى نفس الصحيفة يدافع فيه بأنه الاختراع يعود له ويحث الأكاديمية الفرنسية للعلوم على رؤية الدليل بأنفسهم. يقول: «من أجل الحقيقة وسمعتي، لا يمكنني السماح لمثل هذه الخيانة بالمرور بصمت ولا بد أن أُطالب ببراءة اختراع هذا الجهاز». دافع ليباوت عن نفسه بتصريح أدلى به ثلاثة يسوعيون، زعم أنه أظهر لهم هذه الآلية في مايو 1753.
في فبراير التالي، حكمت الأكاديمية أن الآلية كانت بالفعل له وليست لليباوت، ما زاد نجوميته وألحق العار بليباوت، إذ كانت قضية ليباوت حديث باريس. بعد ذلك بفترة وجيزة، طلب منه الملك لويس الخامس عشر صنع ساعة مثبتة على خاتم لعشيقته مدام دي بومبادور. أعجب لويس بالنتيجة لدرجة أنه أطلق على بومارشيه لقب «ممول للملك»، فازدهرت أعمال عائلة كارون.

## مسرحياته
أمل بومارشيه في أن يُعين  قنصلًا إلى إسبانيا، لكن رُفض طلبه. فركز بدلًا من ذلك على تطوير شؤون أعماله وبدأ يهتم بكتابة المسرحيات. كان قد جرب كتابة مهازل قصيرة لجمهور الخاص، ثم طمح إلى الكتابة للمسرح.
رسخ اسمه ككاتب مع أول مسرحية درامية له، أوجيني، التي عُرضت لأول مرة في المسرح الوطني الفرنسي عام 1767. وتبع ذلك في عام 1770 مسرحية درامية أخرى بعنوان الصديقان.

### مسرحيات فيغارو
ألّف بومارشيه ثلاث مسرحيات عن فيغارو هي حلاق إشبيلية وزواج فيغارو والأم المذنبة. تعد شخصيات فيغارو والكونت ألمافيفا، الشخصيتان اللتان تصورهما بومارشيه في أثناء رحلاته في إسبانيا على الأرجح، (مع روزين، الكونتيسة ألمافيفا لاحقًا) الشخصيات الوحيدة الحاضرة في المسرحيات الثلاث. وهي تدل على تغير المواقف الاجتماعية قبل الثورة الفرنسية وفي أثناءها وبعدها. ظهرت النماذج الأولية لألمافيفا وروزين لأول مرة باسمي ليندور وبولين في المسرحية القصيرة وغير المكتملة خادم الكنيسة، التي يتنكر فيها ليندور كراهب ومعلم موسيقى من أجل مقابلة بولين أمام أعين زوجها المسن. كتبها بومارشيه نحو عام 1765 ووصفها بأنها «مرحلة فاصلة، وتقليد للأسلوب الإسباني.» وبطبيعة الحال، لم يمر هذا النقد الحكومي الخفي دون معارضة. صرح الملك لويس السادس عشر عند القراءة الأولى لمخطوطة من مسرحية بومارشيه، بأن «هذا الرجل يسخر من كل ما يجب احترامه في الحكومة» ورفض السماح بأداء هذه المسرحية. واعتبر البعض مسرحيات فيغارو شبه سيرة ذاتية. كانت شخصيتا دون غوزمان بريدوازون (الزواج) وبيغيرز (الأم) تصويرًا هزليًا لاثنين من خصوم بيومارشيه في الواقع، غويزمان وبيرغاس. وتشابهت شخصية الغلام تشيروبين (الزواج) وبومارشيه الشاب، الذي كان يفكر في الانتحار عندما تزوجت محبوبته شخصًا آخر. حاكت شخصية سوزان، بطلة الزواج والأم، شخصية زوجة بومارشيه الثالثة، ماري تيريز دي ويلر ماولا. بينما، عكست بعض مونولوجات الكونت ندم الكاتب المسرحي على مآثره الجنسية العديدة.[بحاجة لمصدر]

## المعارك القضائية
أدت وفاة دوفيرني في 17 يوليو 1770 إلى عقد من الاضطرابات لبومارشيه. وقع الاثنان قبل الوفاة ببضعة أشهر، بيانًا يلغي كل الديون المستحقة على بومارشيه لدوفيرني (نحو 75,000 جنيه إسترليني)، ويمنح بومارشيه مبلغًا بسيطًا بلغ 15,000 جنيه إسترليني. دعى ووريث دوفيرني الوحيد، الكونت دي لا بلاش، بومارشيه إلى المحكمة، مدعيًا أن البيان الموقع كان مزورًا. رغم أن الحكم 1772 كان لصالح بومارشيه، لكنه نقض في الاستئناف في العام التالي من قبل قاض صلح يدعى غويزمان، الذي حاول بومارشيه دون جدوى رشوته. وفي الوقت نفسه، تورط بومارشيه أيضًا في خلاف مع دوق دي شولنز بشأن عشيقة الدوق، ما أدى إلى إلقاء بومارشيه في السجن منذ فبراير حتى مايو 1773. استغل لابلاش غياب محكمة بومارشيه وأقنع غويزمان بأن يأمر بومارشيه بسداد جميع ديونه إلى دوفيرني، بالإضافة إلى الفوائد وجميع النفقات القانونية.
لكسب الدعم العام، نشر بومارشيه كتيبًا من أربعة أجزاء بعنوان مذكرات ضد غويزمان. جعل هذا الإجراء من بومارشيه نجمًا مشهورًا، إذ اعتبر الجمهور في ذلك الوقت بومارشيه بطلًا للعدالة الاجتماعية والحرية. رد غويزمان على اتهامات بومارشيه بفتح دعوى قضائية ضده. كان حكمها إشكاليًا. في 26 فبراير 1774، حكم على بومارشيه والمدام غويزمان (التي أخذ الرشوة من بومارشيه) بـ «الإثم» بمعنى أنهم حُرموا اسميًا من حقوقهم المدنية. بطبيعة الحال، لم يخضع بومارشيه إلا لبعد القيود المفروضة عليه. وعزل القاضي غوزمان من منصبه. في الوقت نفسه، أُلغي حكم غويزمان في قضية لا بلاش. كانت قضية غويزمان مثيرةً للغاية لدرجة أن القضاة غادروا قاعة المحكمة عبر باب خلفي لتجنب الجماهير الغاضبة الكبيرة المنتظرة أمام مبنى المحكمة.

## روابط خارجية
- بيير أوجستن كارون دي بومارشيه على موقع IMDb (الإنجليزية)
- بيير أوجستن كارون دي بومارشيه على موقع الموسوعة البريطانية (الإنجليزية)
- بيير أوجستن كارون دي بومارشيه على موقع ألو سيني (الفرنسية)
- بيير أوجستن كارون دي بومارشيه على موقع ميوزك برينز (الإنجليزية)
- بيير أوجستن كارون دي بومارشيه على موقع أول موفي (الإنجليزية)
- بيير أوجستن كارون دي بومارشيه على موقع قاعدة بيانات برودواي على الإنترنت (الإنجليزية)
- بيير أوجستن كارون دي بومارشيه على موقع قاعدة بيانات برودواي على الإنترنت (الإنجليزية)
- بيير أوجستن كارون دي بومارشيه على موقع قاعدة بيانات برودواي على الإنترنت (الإنجليزية)
- بيير أوجستن كارون دي بومارشيه على موقع إن إن دي بي (الإنجليزية)
- بيير أوجستن كارون دي بومارشيه على موقع ديسكوغز (الإنجليزية)